# 毕宏勇
毕宏勇（1974年11月16日—）是中国退役跳高运动员。他在1995年世界锦标赛上得第12名，在资格赛跳出2.27米后，只跳出2.15米。他于1992年赢得亚洲青年锦标赛。他两度在男子跳高项目上为中华人民共和国赢得全国冠军。

## 成绩
| 年份 | 赛事       | 场馆       | 赛果   | 高度   |
| ---- | ---------- | ---------- | ------ | ------ |
| 1995 | 世界锦标赛 | 瑞典哥德堡 | 第12名 | 2.15 m |

## 外部連結
- Bi Hongyong在的頁面